# Life with an Ordinary Guy Who Reincarnated into a Total Fantasy Knockout
Life with an Ordinary Guy Who Reincarnated into a Total Fantasy Knockout (異世界ファンタジー美少女受肉おじさんと?, Fantajī bishōjo juniku ojisan to) è un manga scritto da Yū Tsurusaki e disegnato da Shin Ikezawa. Venne distribuito sul sito web Cycomi da parte dell'agenzia Cygames e della casa editrice Shogakukan a partire dal 17 novembre 2019. Un adattamento anime, prodotto da OLM, è andato in onda dal 12 gennaio al 30 marzo 2022.

## Trama
Fin dai loro giorni da studenti, Tsukasa Jinguuji ha avuto un'incredibile fortuna con le donne grazie al suo bell'aspetto. Hinata Tachibana, un impiegato di 32 anni, invece, non ne ha avuta quasi nessuna, oscurata dalla brillantezza di Tsukasa. Tuttavia, mentre Tsukasa non ha mai mostrato interesse per il sesso opposto, Hinata è sempre alla disperata ricerca di una ragazza. Nonostante le loro differenze, continuano ad essere migliori amici anche a trent'anni come salaryman.
Una notte, i due stanno tornando a casa dove Tsukasa era al centro dell'attenzione come al solito. Nei suoi discorsi da ubriaco, Hinata desidera inavvertitamente diventare una bella ragazza dal fascino irresistibile. Come se i cieli stessero ascoltando, una dea si mostra improvvisamente davanti a Tsukasa e Hinata, trasportandoli in un altro mondo per sconfiggere il Re dei Demoni e contemporaneamente esaudire il desiderio di Hinata.
Hinata, ora nel corpo di una donna incredibilmente perfetta, è diventata così attraente che persino Tsukasa ne è affascinato. Inoltre, Hinata si rende conto dello splendido aspetto di Tsukasa, comprendendo finalmente la sua popolarità.

## Personaggi
Hinata Tachibana (橘 日向?, Tachibana Hinata)
Doppiato\a da: M.A.O (voce femminile), Kent Itō (voce maschile)
Hinata è la protagonista della serie. Prima della reincarnazione, Hinata era un impiegato di 32 anni con i suoi capelli corti, indossava un abito formale grigio, una cravatta rossa e un paio di scarpe da tuta nera chiara. Dopo la reincarnazione, a Tachibana è stato concesso un corpo di una bellissima ragazza. È una ragazza bassa e snella. Ha denti frastagliati, occhi a forma di prisma. Nei suoi viaggi quotidiani, indossa un abito bianco accanto a una giacca rosa in stile marinaio con riflessi bianchi legati insieme da un nastro rosso. Indossa guanti e pantaloni neri e un paio di stivali bianchi alti fino al ginocchio. Per recuperare il suo corpo, deve intraprendere un viaggio con il suo migliore amico per sconfiggere il re demone.
Tsukasa Jinguji (神宮寺 司?, Jingūji Tsukasa)
Doppiato da: Satoshi Hino
Tsukasa il protagonista delle serie, come Hinata. È un uomo snello e alto che porta gli occhiali, ha un viso pulito ed è sempre stato popolare tra le donne per il suo look. Tsukasa è una persona molto calma e a volte ha una personalità maliziosa. Ma a parte essere calmo, ha cura del suo unico migliore amico Tachibana.
Dea dell'amore e della bellezza (愛と美の女神?, Ai to Bi no Megami)
Doppiata da: Rie Kugimiya
La Dea dell'Amore e della Bellezza e colei che mandò Tsukasa e Hinata nell'altro mondo. È una delle dodici dee dell'altro mondo e da a Tsukasa e Hinata la missione per sconfiggere il Re Demone. È arrabbiata con loro due per il loro atteggiamento ribelle anche se ha esaudito il desiderio di Hinata di diventare una bella ragazza, e lancia una maledizione che li fa desiderare di salvare questo mondo a tutti i costi.
Telolilo Lilili Lu (ティロリロ・リリリ・ルー?, Tiroriro Ririri Rū)
Doppiato da: Yukiyo Fujii
Teolillo è la regina elfa delle foreste. Molto orgogliosa della sua bellezza, ha vissuto una vita pacifica nel suo regno fino a quando, un giorno, la sua foresta venne travolta da un incendio causato da Tsukasa e Hinata, cosa che fa scatenare la sua rabbia e parte immediatamente per un viaggio per trovarli e vendicarsi di loro.

## Media

### Manga
Il manga, scritto e disegnato da scritto da Yū Tsurusaki e disegnato da Shin Ikezawa, viene serializzato sulla rivista digitale Cycomi x Ura Sunday dell'agenzia Cygames e della casa editrice Shogakukan pubblicando il primo volume tankobon il 17 novembre 2019.

#### Volumi
| Nº | Data di prima pubblicazione | Data di prima pubblicazione | Data di prima pubblicazione |
| Nº | Giapponese                  | Giapponese                  |                             |
| -- | --------------------------- | --------------------------- | --------------------------- |
| 1  | 17 aprile 2020              | ISBN 978-4-09-850102-1      |                             |
| 2  | 18 settembre 2020           | ISBN 978-4-09-850254-7      |                             |
| 3  | 19 febbraio 2021            | ISBN 978-4-09-850444-2      |                             |
| 4  | 19 maggio 2021              | ISBN 978-4-09-850541-8      |                             |
| 5  | 18 ottobre 2021             | ISBN 978-4-09-850656-9      |                             |
| 6  | 19 gennaio 2022             | ISBN 978-4-09-850778-8      |                             |
| 7  | 17 giugno 2022              | ISBN 978-4-09-851093-1      |                             |
| 8  | 17 novembre 2022            | ISBN 978-4-09-851379-6      |                             |
| 9  | 18 aprile 2023              | ISBN 978-4-09-851558-5      |                             |
| 10 | 19 luglio 2023              | ISBN 978-4-09-852545-4      |                             |
| 11 | 19 dicembre 2023            | ISBN 978-4-09-853067-0      |                             |
| 12 | 18 aprile 2024              | ISBN 978-4-09-853231-5      |                             |
| 13 | 19 agosto 2024              | ISBN 978-4-09-853514-9      |                             |
| 14 | 19 dicembre 2024            | ISBN 978-4-09-853787-7      |                             |
| 15 | 17 aprile 2025              | ISBN 978-4-09-854063-1      |                             |
| 16 | 19 settembre 2025           | ISBN 978-4-09-854227-7      |                             |

### Anime
L'adattamento anime è stato annunciato il 17 maggio 2021. È stato prodotto dallo studio OLM e diretto da Sayaka Yamai, con Toshimitsu Takeuchi che si è occupato della composizione della serie, Aoi Yamato che si è occupato del character design e Takeshi Watanabe che si è occupato della colonna sonora. È andata in onda dal 12 gennaio al 30 marzo 2022 sulle reti TV Tokyo e BS TV Tokyo. La sigla di apertura è "Akatsuki no Salaryman" di Yoshiki Fukuyama, mentre la sigla di chiusura è "FA'NTASY to!" di Luce Twinkle Wink. In Italia, la serie viene trasmessa in versione sottotitolata su Crunchyroll, così come nel resto del mondo.

#### Episodi
| Nº | Titolo italiano Giapponese 「Kanji」 - Rōmaji | In onda          | In onda |
| Nº | Titolo italiano Giapponese 「Kanji」 - Rōmaji | Giapponese       |         |
| 1  | L'uomo che si è reincarnato in uno schianto fantasy e l'altro uomo 「ファ美肉おじさんとおじさん」 - Fabiniku ojisan to ojisan                        | 12 gennaio 2022  |         |
| 2  | L'uomo che si è reincarnato in uno schianto fantasy e la bellezza senza pari 「ファ美肉おじさんと絶世の美貌」 - Fabiniku ojisan to zessei no bibō    | 19 gennaio 2022  |         |
| 3  | L'uomo che si è reincarnato in uno schianto fantasy e l'elfa arrabbiata 「ファ美肉おじさんと怒りのエルフ」 - Fabiniku ojisan to ikari no erufu       | 26 gennaio 2022  |         |
| 4  | L'uomo che si è reincarnato in uno schianto fantasy e l'oscuro spadaccino 「ファ美肉おじさんと黒の剣士」 - Fabiniku ojisan to kuro no kenshi         | 2 febbraio 2022  |         |
| 5  | L'uomo che si è reincarnato in uno schianto fantasy e l'armatura che si muove 「ファ美肉おじさんと動く鎧」 - Fabiniku ojisan to ugoku yoroi          | 9 febbraio 2022  |         |
| 6  | L'uomo che si è reincarnato in uno schianto fantasy e lo spirito libero 「ファ美肉おじさんと自由人」 - Fabiniku ojisan to jiyūjin                    | 16 febbraio 2022 |         |
| 7  | L'uomo che si è reincarnato in uno schianto fantasy e il falò del calamaro 「ファ美肉おじさんとイカファイヤー」 - Fabiniku ojisan to ika faiyā       | 23 febbraio 2022 |         |
| 8  | L'uomo che si è reincarnato in uno schianto fantasy e la scelta 「ファ美肉おじさんと選択」 - Fabiniku ojisan to sentaku                              | 2 marzo 2022     |         |
| 9  | L'uomo che si è reincarnato in uno schianto fantasy e la ragazza bellissima 「ファ美肉おじさんと美少女」 - Fabiniku ojisan to bishōjo                | 9 marzo 2022     |         |
| 10 | L'uomo che si è reincarnato in uno schianto fantasy e l'esercito dei ribelli 「ファ美肉おじさんと反乱」 - Fabiniku ojisan to hanran                  | 16 marzo 2022    |         |
| 11 | L'uomo che si è reincarnato in uno schianto fantasy e l'arma per l'ultima battaglia 「ファ美肉おじさんと決戦兵器」 - Fabiniku ojisan to kessen heiki | 23 marzo 2022    |         |
| 12 | L'uomo che si è reincarnato in uno schianto fantasy e 「異世界 [ファンタジー] 美少女受肉おじさんと」 - Fantajī bishōjo juniku ojisan to              | 30 marzo 2022    |         |

## Accoglienza
La serie si è classificata al 19º posto nel Next Manga Award 2020 nella categoria web manga.